# Koga Nagamichi
Koga Nagamichi (久我長通, também conhecido como Kuga Nagadōri e Nakanoin Daijō-daijin, 1280 - 1353) foi um kuge (nobre da corte japonesa) do final do Período Kamakura e do Período Nanboku-chō da história do Japão. Seu pai foi Michio. Pertencia ramo Koga do Clã Minamoto e se tornou Daijō Daijin.

## Histórico
Nagamichi entrou para a corte em 1286 no final do reinado do Imperador Go-Uda. No início de 1288 durante o governo do Imperador Fushimi foi classificado como Jugoi (funcionário da Corte de quinto escalão júnior) e no final deste mesmo ano promovido a Shōgoi (funcionário de quinto escalão pleno). Em setembro de 1290 foi classificado como Jushii (quarto escalão junior). E no inicio de 1292 nomeado Sashōshō (Sub-comandante da ala esquerda) do Konoefu (Guarda do Palácio). No inicio do ano seguinte Nagamichi foi classificado como Shōshii (quarto escalão pleno) e logo em seguida nomeado Sachūjō (Comandante da ala esquerda). No início de 1294 Nagamichi passa a ser nomeado governador das províncias de Shinano e Kai. Em 1297 foi promovido a Jusanmi (terceiro escalão junior, nesta mesma ocasião seu pai, Michio, foi promovido a Naidaijin e seu avo Michimoto classificado como Shōichii, primeiro escalão pleno).
Em 1298 com a ascensão do Imperador Go-Fushimi, a classificação de Nagamichi foi promovida a Shōsanmi (terceiro escalão pleno). No ano seguinte foi nomeado Tajima Gonmori (vice-governador da Província de Tajima). Com a ascensão do Imperador Go-Nijo em 1301 Nagamichi foi classificado a Junii (segundo escalão júnior) e retornou ao cargo de Sachūjō . No inicio do ano seguinte é nomeado Sangi e ao final daquele ano a Chūnagon.
Com a ascensão do Imperador Hanazono em 1308 Nagamichi foi classificado a Shōnii (segundo escalão pleno) e no ano seguinte nomeado Dainagon. Em 1329 já no governo do Imperador Go-Daigo, Nagamichi foi nomeado Konoe taishō (general da guarda do palácio). Em 1330 foi nomeado Naidaijin, mas logo em seguida renuncia aos postos de Naidaijin e taishō e é nomeado Shōichi (primeiro escalão pleno). Em fevereiro de 1331 é nomeado Udaijin e em novembro nomeado Togu-no-fu (tutor) do príncipe imperial Kaneyoshi. Em setembro de 1332 renuncia dos cargos de Udaijin e de Togu-no-fu. Em junho de 1333 é renomeado Udaijin. Em fevereiro de 1334 novamente renuncia ao cargo e em dezembro desde ano é nomeado Keibukyō (Ministro senior) do Gyōbushō (Ministério da Justiça), cargo que ocupa até julho de 1337.
Em 1340 já no governo do Imperador Go-Murakami, Nagamichi é nomeado Daijō Daijin. Em janeiro de 1341 se tornou Bettō (reitor) da escola Shōgakuin (da família imperial). Em 28 de fevereiro de 1342 renuncia aos cargos de Daijō Daijin e de Bettō.
Nagamichi veio a falecer em 7 de agosto de 1353.

| Precedido por Koga Michio       | -- 10º Líder dos Koga Minamoto (1329-1342) | Sucedido por Koga Michimasa  |
| Precedido por Imadegawa Kanesue | 66º Daijō Daijin (1340-1342)               | Sucedido por Tōin Kinkata    |
| Precedido por Ōmiya Suehira     | 130º Udaijin (1333-1334)                   | Sucedido por Konoe Tsunetada |
| Precedido por Konoe Mototsugu   | 128º Udaijin (1331-1332)                   | Sucedido por Ōmiya Suehira   |
| Precedido por Konoe Mototsugu   | 111º Naidaijin (1330)                      | Sucedido por Tōin Kinkata    |